# ترخس شنيع
ترخس شنيع (الاسم العلمي:Trechus egregius) هو نوع من الحشرات يتبع جنس الترخس من فصيلة الخنافس الأرضية.